# Hologymnosus
Hologymnosus ist eine Gattung der Junkerlippfische (Julidinae). Es gibt vier Arten, von denen zwei (H. annulatus, H. doliatus) weit in den tropischen Bereichen des Indopazifik verbreitet sind. Die beiden anderen sind auf den westlichen Pazifik beschränkt.

## Merkmale
Hologymnosus-Arten werden 32 bis 40 Zentimeter lang. Sie haben einen langgestreckten, hechtartigen Körper. Im Vergleich mit Coris-Arten haben sie wesentlich mehr Schuppen. Es besteht ein großer Unterschied in der Färbung der Jungfische und der von ausgewachsenen Tieren. H. longipes, H. rhodonotus und die Jungen von H. doliatus sind hell, weißlichgelb gefärbt und haben von der Schnauzenspitze bis zur Schwanzflossenwurzel rote Längsstreifen. Adulte H. annulatus und H. doliatus-Männchen sind überwiegend grün und blau, die Weibchen grau oder schwärzlich gefärbt. Über ihre Seiten ziehen sich zahlreiche senkrechte Streifen. Die Männchen beider Arten zeigen während der Balz auf den Flanken ein weißes, breites, senkrechtes Band.
Die lange Rückenflosse wird von 9 Hartstrahlen und 12 Weichstrahlen gestützt, die Afterflosse hat 3 Hart- und 12 Weichstrahlen.

## Lebensweise
Hologymnosus-Arten halten sich meist in der Nähe von Riffen über Sand- und Geröllböden auf, die Weibchen oft in kleinen Gruppen, während die Männchen territorial sind und ein Revier gegenüber anderen Männchen verteidigen. Die Fische fressen vor allem kleinere Fische und Krebstiere und begleiten oft nahrungssuchende Meerbarben oder Schnapper. Jungfische werden oft weit außerhalb ihres Verbreitungsgebietes in den Subtropen gesehen, was auf ein sehr langes, pelagisches Larvenstadium hindeutet. Sie sind nach der Metamorphose mit 24 Millimetern recht groß.

## Arten
- Gestreifter Hechtlippfisch (Hologymnosus annulatus) (Lacépède, 1801)
- Weißbauch-Hechtlippfisch (Hologymnosus doliatus) (Lacépède, 1801)
- Schlanker Hechtlippfisch (Hologymnosus longipes) (Günther, 1862)
- Roter Hechtlippfisch (Hologymnosus rhodonotus) (Randall & Yamakawa, 1988)